# Museu da Varig
O Museu da Varig era um museu brasileiro localizado em Porto Alegre, na rua Augusto Severo 851, no bairro São João. Foi fechado em 2005 em função da falência da companhia que o administrava, a Varig.
No acervo do museu constavam modelos de aviões utilizados pela Varig, coleção de protótipos, de motores de aeronaves do período de 1927 a 1955 e os uniformes da empresa. Contava também em seu acervo, a cabine de passageiros de avião moderno (Boeing 737-300), com simulação de vôo.
Como Publicado no Site da Falida no dia 26-07-2016, foi lançado o projeto Museu Varig, que visa garantir de forma consistente e segura a preservação do rico e inestimável acervo que a VARIG acumulou através dos anos no antigo Museu Varig.
Autorizados pela justiça, foi buscada uma solução que preservasse o acervo, inúmeros contatos junto a entidades governamentais e privadas foram realizados. Em meados de março de 2015, foi publicado um edital  com as diretrizes para a participação dos interessados.
A FERRUTI Empreendimentoe e Participaçãoes formalizou seu interesse em assumir o projeto, dentro das condições estabelecidas no Edital, obtendo o deferimento da Justiça. Para tal, fundaram o “Instituto Museu VARIG”, agora definido como o responsável pela garantia da preservação deste acervo.
Como previsto na 1ª etapa, O Instituto restaurou a aeronave DC-3 PP-ANU, que se encontra agora estacionada em “pista” exclusiva, ao lado do Boulevard Laçador, em Porto Alegre, situado na Avenida dos Estados, 111 – Porto Alegre. Inclusive, foi publicada matéria no Zero Hora e criado o site “Varig Experience”, que podem ser acessados no link abaixo